# Batéké-Plateau-Nationalpark
Der Nationalpark Batéké-Plateau liegt im äußersten Südosten Gabuns im Bereich des Batéké-Plateaus.

## Vegetation
Die Vegetation besteht aus einem Wald-Savannen-Mosaik, weil auf dem Gebiet des Nationalparks die Regenwälder, die natürlicherweise den größten Teil Gabuns dominieren, auf die Savannen des Batéké-Plateaus stoßen. Vor allem am Mpassa-Fluss und seinen Seitenarmen gibt es ausgedehnte Galeriewälder.

## Großtierwelt
Am Beginn des 20. Jahrhunderts war die Großtierwelt des Batéké-Plateaus eine Mischung von Regenwaldbewohnern, wie Waldelefanten, Rotbüffeln, Wald-Duckern (Cephalophus) und Pinselohrschweinen sowie von Savannenbewohnern, wie Löwen, Tüpfelhyänen, Riedböcken und Wasserböcken. Durch starke Bejagung gelten einige der Arten im Gebiet als ausgestorben. Heute kommen vor allem waldbewohnende Arten, wie Waldelefant, Rotbüffel, Schimpanse, Leopard, Mandrill, Hirschferkel und verschiedene Duckerarten vor. Häufig sind Gelbrückenducker und Weißbeinducker, daneben gibt es Schwarzrückenducker, Petersducker, Schwarzstirnducker, Weißbauchducker und Blauducker. Zudem wurde der Westliche Flachlandgorilla wieder im Gebiet angesiedelt. Die meisten größeren Savannenbewohner sind dagegen verschwunden. Eine Ausnahme bilden Kronenducker, Buschbock und Streifenschakal. Vereinzelte Nachweise von Löwen durch Spuren im Jahr 2004 und in einer Studie der Jahre 2014/2015 durch Kamerafallen bestätigen zudem die Anwesenheit mindestens einer der großen Katzen im Nationalpark. Ob diese Teil einer überlebenden Reliktpopulation ist, oder lediglich ein Einzeltier eingewandert ist, bleibt unklar. Die nächsten größeren Löwenpopulationen leben etwa 1000 km entfernt in Angola beziehungsweise der Zentralafrikanischen Republik, getrennt durch Regenwälder, die als Lebensraum eigentlich für Löwen ungeeignet sind. Genetische Analysen zeigten, dass der Löwe, der jüngst im Nationalpark nachgewiesen wurde, genetisch eng mit Löwen des südwestlichen Afrika verwandt ist, was auch auf die ursprünglich dort heimischen Tiere zutrifft. Als Gründertiere für eine neue Löwenpopulation im Südosten Gabuns kommen demnach Tiere aus Namibia und Botswana in Betracht.